# Can Camps (Palau de Santa Eulàlia)
Can Camps és una obra gòtica de Palau de Santa Eulàlia (Alt Empordà) inclosa a l'Inventari del Patrimoni Arquitectònic de Catalunya.

## Descripció
Edifici cantoner situat al que serien els afores del poble. Aquest és un edifici de planta baixa i dos pisos, que ha estat rehabilitat en època contemporània, però que encara conserva algubs elements que cal esmentar. La planta baixa destaca per les tres bòvedes de canó paral·leles i perpendiculars al carrer, que són de pedruscall. Al fons l'escala porta al primer pis, amb una porta carreuada i allindada amb una data incrita. Sobre d'aquestes una terrassa a la que s'acedeix a través del primer pis, que té obertures carreuades una de les quals gòtica. La resta de les obertures de la construcció han estat rehabilitades, així com la façana que ha estat arremolinada recentment.